# Binghamton Dusters
Binghamton Dusters byl profesionální americký klub ledního hokeje, který sídlil v Binghamtonu ve státě New York. V letech 1977–1980 působil v profesionální soutěži American Hockey League. Dusters ve své poslední sezóně v AHL skončily v základní části. Své domácí zápasy odehrával v hale Floyd L. Maines Veterans Memorial Arena s kapacitou 4 710 diváků. Klubové barvy byly černá a zlatá.
Založen byl v roce 1977 po přestěhování Rhode Island Reds do Binghamtonu. Zanikl v roce 1980 přejmenováním na Binghamton Whalers. Klub byl během své existence farmami celků NHL. Jmenovitě se jedná o Pittsburgh Penguins, Boston Bruins a Los Angeles Kings.

## Umístění v jednotlivých sezonách
Stručný přehled
Zdroj: 
- 1977–1978: American Hockey League (Severní divize)
- 1978–1980: American Hockey League (Jižní divize)

Jednotlivé ročníky
Zdroj: 
Legenda: Z - zápasy, V - výhry, VP - výhry v prodloužení, R - remízy, P - porážky, PP - porážky v prodloužení, VG - vstřelené góly, OG - obdržené góly, +/- - rozdíl skóre, B - body, KPW - Konference Prince z Walesu, CK - Campbellova konference, ZK - Západní konference, VK - Východní konference, fialové podbarvení - reorganizace, změna skupiny či soutěže
| USA / Kanada (1977 – 1980) |                      |        |    |    |    |   |    |    |     |     |     |    |        |            |
| Sezóny                     | Liga                 | Úroveň | Z  | V  | VP | R | PP | P  | VG  | OG  | +/- | B  | Pozice | Play-off   |
| 1977/78                    | AHL (Severní divize) | 2      | 81 | 27 | –  | 8 | –  | 46 | 287 | 377 | -90 | 62 | 4.     | –          |
| 1978/79                    | AHL (Jižní divize)   | 2      | 79 | 32 | –  | 5 | –  | 45 | 300 | 320 | -20 | 69 | 3.     | Semifinále |
| 1979/80                    | AHL (Jižní divize)   | 2      | 80 | 24 | –  | 7 | –  | 49 | 268 | 334 | -66 | 55 | 5.     | –          |